# Bothropolys
Bothropolys är ett släkte av mångfotingar. Bothropolys ingår i familjen stenkrypare.

## Dottertaxa tillBothropolys, i alfabetisk ordning[1]
- Bothropolys acutidens
- Bothropolys columbiensis
- Bothropolys crassidentatus
- Bothropolys curvatus
- Bothropolys dasys
- Bothropolys desertorum
- Bothropolys dziadoszi
- Bothropolys epelus
- Bothropolys ethus
- Bothropolys ghilarovi
- Bothropolys gigas
- Bothropolys hoples
- Bothropolys imaharensis
- Bothropolys kawatiensis
- Bothropolys leei
- Bothropolys lutulentus
- Bothropolys maluhianus
- Bothropolys montanus
- Bothropolys mroczkowskii
- Bothropolys multidentatus
- Bothropolys obliquus
- Bothropolys ogurii
- Bothropolys papuanus
- Bothropolys permundus
- Bothropolys richthofeni
- Bothropolys riedeli
- Bothropolys rugosus
- Bothropolys shansiensis
- Bothropolys tricholophus
- Bothropolys victorianus
- Bothropolys yoshidai